# Фрасибул (тиран Мілета)
Фрасибул (дав.-гр. Θρασύβουλος) — тиран давньогрецького міста Мілет у 616 — 590 рр. до н. е.

## Біографія
Фрасибул походив з аристократичного роду, що дозволило йому зробити успішну кар'єру в межах чинної мілетської конституції. У 617 р. до н. е. його обрали на найвищу посаду у місті — посаду притана. Проте повноваження притана були обмеженими у часі, а це Фрасибула не влаштовувало. У 616 р. до н. е., використовуючи протиріччя між різними аристократичними угрупованнями і незадоволення міського демосу, він узурпував владу, ставши одноосібним правителем — тираном (можливо, шляхом оголошення Фрасибула есимнетом с необмеженими повноваженнями).
Внутрішня політика Фрасибула була спрямована на вгамування соціальних конфліктів і боротьбу з тими, хто намагався виокремитися з громади кричущим багатством, — що радив робити і дружнім йому тиранам материкової Греції. Радником і близьким другом тирана був Фалес, засновник давньогрецької філософії і політичної науки, чиї рекомендації допомагали мілетському володарю виходити із найскрутніших ситуаций.
Фрасибул сприяв розвитку торгівлі і колонізації, почав карбувати власну монету, витрачав значні кошти на облаштування міста. Завдяки цілеспрямованій політиці тирана Мілет перетворився — в союзі з Коринфом — на фактичного гегемона Греції, Егеїди і Причорномор'я. Під час першої священної війни мілетяни воювали навіть з Сікіоном, розташованим по інший бік Істмійського перешийку. Щодо Іонії, то Фалес за підтримки Фрасибула висунув ідею злиття учасників Іонійського союзу в єдину державу — план наскільки амбітний, настільки й нейздісненний за тодішніх умов.
Фрасибул змушений був вести виснажливу 12-річну війну із сусідньою Лідією (612 — 600 до н. е.), під час якої військо супротивника щорічно знищувало хліб і вирубувало дерева у мілетських володіннях. Двічі мілетяни зазнавали поразки у битвах на суходолі, але залишалися повними господарями на морі, тож лідійці так і не наважилися на штурм міста. Перекази стверджують, що укласти мир вдалося лише завдяки несподіваній хворобі царя Аліатта і хитрощам Фрасибула. Проте він цей мир забепечив співіснування двох держав протягом півсторіччя.
За свідченням більшості істориків правління Фрасибула було часом найвищого піднесення Мілета і справжнього розквіту місцевої культури. Мілет перетворився на справжню культурну столицю тодішньої Еллади.